# Бургундский талер

Бургундский талер 1568 года

Бургундский, брабантский, королевский или крестовый талер, дальдер или дальдре — название ряда монет, отчеканенных для испанских Нидерландов во второй половине XVI столетия. Среди них, например, дальдер Филиппа (филиппсдальдер), дальдер Альберта (альбертусдальдер, патагон) и многие другие монеты.
В нумизматической литературе имеется определённая путаница относительно того, какие монетные типы относить к бургундским талерам. 
При Филиппе II (1566—1598) для испанских Нидерландов чеканили крупные серебряные монеты весом 34,46 г при содержании 28,21 г чистого серебра. Они являлись аналогом серебряного каролюса, серебряного аналога золотого каролюсдора, имевшего хождение в государстве с 1543 года. На аверсе помещено изображение короля, на реверсе гербовый щит с короной на фоне бургундского креста. Крест являлся одним из символов бургундского округа, в который входили 17 нидерландских провинций. Также выпускали кратные номиналы в ½, 1⁄5, 1⁄10 и 1⁄20 бургундского талера.
В 1567 году внешний вид монеты был изменён, а содержание серебра в ней снижено. Оно было приближено к нормам рейхсталера — 29,595 г лигатурный вес с содержанием 26,253 г чистого серебра. На аверсе расположен бургундский крест, корона и круговая надпись, на реверсе — гербовый щит с цепью ордена Золотого руна. В отличие от рейхсталера, который по закону был приравнен к 68 крейцерам или 30 патардам, бургундский талер, имевший чуть больший вес, по указу короля стоил 32 патарда, что делало его несколько переоценённой монетой. После того, как северные нидерландские провинции подняли восстание и «Актом о клятвенном отречении» заявили о выходе из-под юрисдикции испанского короля, бургундский талер выпускали вплоть до 1594 года.
На смену бургундским талерам в 1612 году пришли альбертусталеры с содержанием 24,65 г серебра, что на 1,33 г меньше, чем в рейхсталере. Их также могут называть бургундскими талерами по причине изображённого на них бургундского креста.
В немецких землях все талеры с изображением и/или титулом испанского монарха называли «королевскими» (нем. Königstaler), а с крестом — «крестовыми». Попавшие на территорию Руси монеты по изображению креста называли «крыжовыми ефимками».